# 吉元升目
吉元升目（日语：／ Yoshimoto Masume），日本漫畫家。女性。出身於新潟縣五泉市。2003年，在「第6屆新潟漫畫大獎」中，以的名義，作品獲得中學高中組優秀作品獎（魔夜峰央獎）。
2016年4月，《Comic Flapper》連載的《熊巫女》改編為電視動畫。

## 作品列表
- 熊巫女（Media Factory《Comic Flapper（日语：コミックフラッパー）》2013年5月號—2024年1月號，全20冊）
- （enterbrain《Fellows！（日语：ハルタ (漫画誌)）》volume10—volume14，全5話）
- （Media Factory《Comic Flapper》，全3冊）
- （講談社《Young Magazine 3rd（日语：ヤングマガジンサード）》，全2冊）
- （KADOKAWA《ComicWalker》2021年1月24日—連載中，已出版6冊）

## 外部連結
- yoshimasu。 （页面存档备份，存于） （日語）—吉元升目的官方個人部落格。